# Ярмолинецький район
Ярмолине́цький райо́н — колишній район у Хмельницькій області. Центр — смт Ярмолинці.

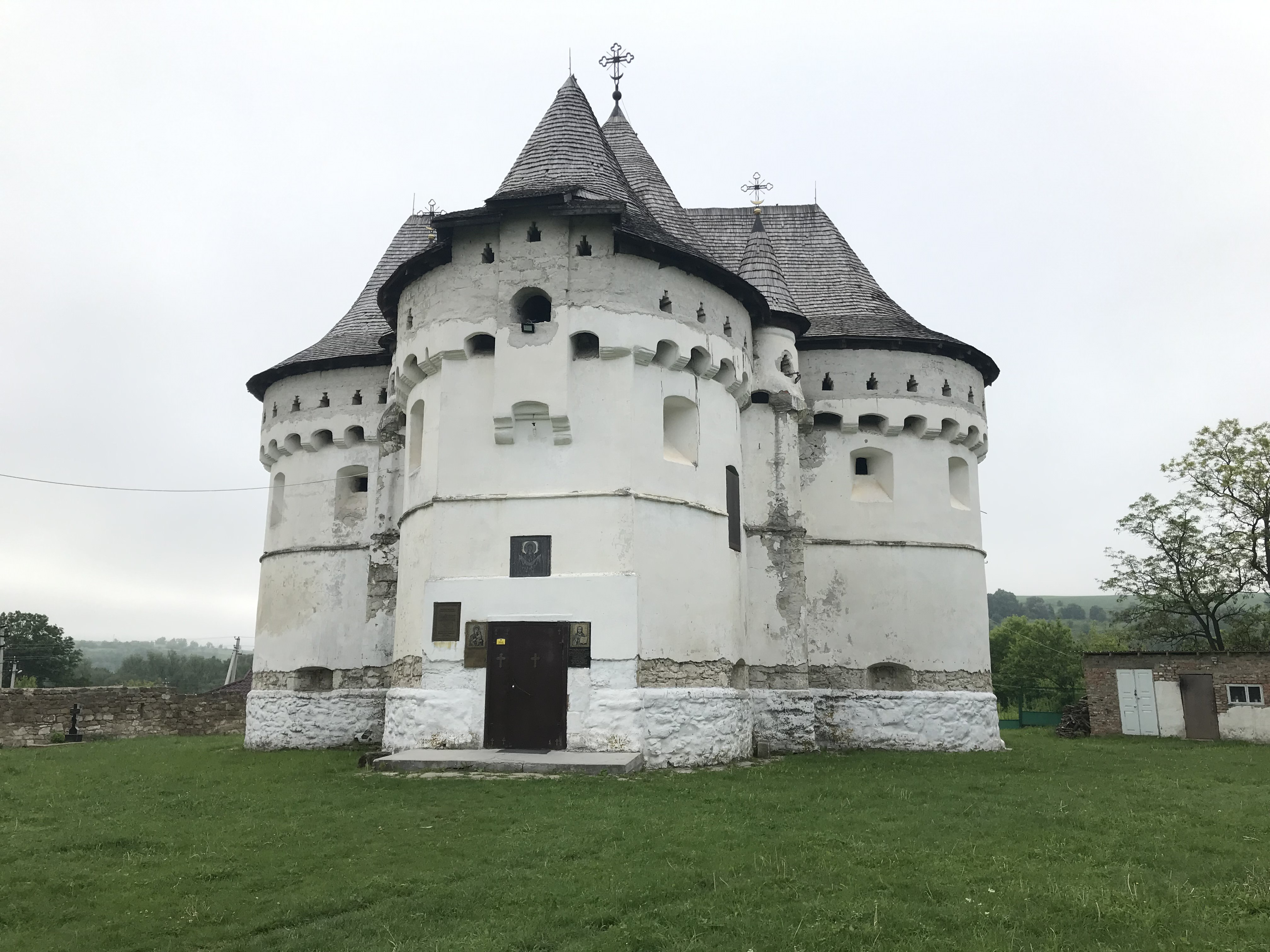
Покровська церква-фортеця. Сутківці

У районі 1 селищна і 29 сільських рад; 1 селище міського типу і 59 сіл.

## Історія
28—29 жовтня 1921 р. під час Листопадового рейду через Кадиївку, Ярмолинці, Сутківці, Баранівку теперішнього Ярмолинецького району проліг шлях Подільської групи (командувач Михайло Палій-Сидорянський) Армії Української Народної Республіки.
Район утворений 7 березня 1923 року як Ермолинецький. Розташований у центральній частині Хмельницької області у верхів'ї річки Ушиця. Центром району Ярмолинці стали ще у 1923 році, а у селище міського типу перетворилися у 1958 році в результаті приєднання сіл Березівка, Буринці, Грабина.
05.02.1965 Указом Президії Верховної Ради Української РСР передано Проскурівську сільраду Дунаєвецького району до складу Ярмолинецького району.
2020 року район було ліквідовано і приєднано до Хмельницького району.

## Географія
Район займав вигідне географічне положення. Звідси продовжують свій біг головні автомобільні дороги і залізниці Волино—Подільській височині на захід, південь і північ, по яких у давнину проходили важливі торгові шляхи, звідси прокладені туристичні траси на Волинь, Київ, Одесу, Буковину, Карпати та європейські країни.
Ярмолинецький район через територіально—адміністративні зміни остаточно утворився у 1956 році при об'єднанні Солобковецького, Михайлівського та Ярмолинецького районів.
Територія району представлена полого—хвилястою поверхнею сильно пересічене долинами невеликих річок, ярів, балок, улоговин. Клімат району помірно — континентальний. Середньорічна температура повітря становить +6, −6 °C о. Середня максимальна в літі температура коливається в межах 28—30 °C, мінімальна зимова — 31 °C. Середньомісячна кількість опадів коливається в межах 520 — 580 мм/рік. Серед ґрунтів поширеними є: темно-сірі, сірі лісові, що займають 51,2 %, чорноземи типові, звичайні — 39,6 %, лугові та дернові — 0,4 %.
Гідрографія району представлена річками Ушиця, Вовк, які відносяться до басейну річки Дністер. Рослинність району представлена лісостеповою рослинністю, з переважанням дерев'янистих — трав'янистих асоціацій. Серед трав'янистих видів переважають: пирій повзучий, тонконіг звичайний, лучний, конюшина повзуча, подорожник, хвощ польовий, тимофіївка, лобода біла, осока. Серед дерев'янистих видів поширеними є дуб, граб, береза, вільха а також сосна, ялиця.

## Природно-заповідний фонд

### Гідрологічні заказники
Зелений.

### Лісові заказники
Євеліна , Соколівщина, Чорний Ліс.

### Ботанічні пам'ятки природи
Алея каштана і бука європейського, Біогрупа екзотичних дерев, Дуб звичайний (урочище Загинці), Дуб звичайний (кв. 20), Дуб черешчатий, Липова алея.

### Заповідні урочища
Березина, Корначівський ліс.

### Парки-пам'ятки садово-паркового мистецтва
Вербківський, Виноградівський, Лугівський, Куявський, Скаржинецький, Шарівський.

## Населення
Національний склад населення за даними перепису 2001 року:
| Національність | Кількість осіб | Відсоток |
| -------------- | -------------- | -------- |
| українці       | 38345          | 97,82 %  |
| росіяни        | 524            | 1,34 %   |
| молдовани      | 68             | 0,17 %   |
| поляки         | 62             | 0,16 %   |
| білоруси       | 51             | 0,13 %   |
| інші           | 151            | 0,39 %   |

Мовний склад населення за даними перепису 2001 року:
| Мова       | Кількість осіб | Відсоток |
| ---------- | -------------- | -------- |
| українська | 38462          | 98,11 %  |
| російська  | 569            | 1,48 %   |
| молдовська | 47             | 0,12 %   |
| вірменська | 47             | 0,12 %   |
| білоруська | 19             | 0,05 %   |
| інші       | 57             | 0,15 %   |

## Політика
25 травня 2014 року відбулися Президентські вибори України. У межах Ярмолинецького району були створені 62 виборчі дільниці. Явка на виборах складала — 72,14 % (проголосували 20 320 із 28 167 виборців). Найбільшу кількість голосів отримав Петро Порошенко — 51,96 % (10 558 виборців); Юлія Тимошенко — 20,68 % (4 202 виборців), Олег Ляшко — 11,38 % (2 312 виборців), Анатолій Гриценко — 5,18 % (1 053 виборців). Решта кандидатів набрали меншу кількість голосів. Кількість недійсних або зіпсованих бюлетенів — 1,22 %. 

## Пам'ятки
- Пам'ятки історії Ярмолинецького району
- Пам'ятки архітектури Ярмолинецького району